# Flughafen Catania

i7
i11
i13
Der Flughafen Catania-Fontanarossa (italienisch Aeroporto di Catania-Fontanarossa «Vincenzo Bellini»; IATA-Code: CTA, ICAO-Code: LICC) liegt im Süden von Catania, der zweitgrößten Stadt Siziliens.
Er hat 2 Terminals, Terminal A für internationale Flüge (non Schengen) mit 22 Boarding Gates und Terminal C für Flüge im Schengen-Raum mit 5 Boarding Gates.
Er wird von der italienischen Marine als Marineflieger-Stützpunkt  MARISTAELI Catania neben der zivilen Nutzung auch als Militärflugplatz genutzt.

## Lage und Verkehrsanbindung
Der Flughafen Fontanarossa befindet sich fünf Kilometer südlich der Innenstadt und des Hafens von Catania an der Mittelmeerküste. Über die autobahnähnliche Straße SP70 ist sowohl die Stadt als auch die Autobahn A18 Messina-Syrakus und die A19 Catania-Palermo leicht zu erreichen. Es verkehren Shuttlebusse in die Innenstadt und zum Hauptbahnhof sowie Überlandbusse. Der Flughafen ist mit einem kostenlosen Shuttle-Bus (Fahrtzeit: 3 Min.) mit dem am 13. März 2021 eröffneten Bahnhof Catania Aeroporto-Fontanarossa verbunden. Eine Verlängerung der Metropolitana di Catania bis zum Flughafen ist vorgesehen.

## Bilder

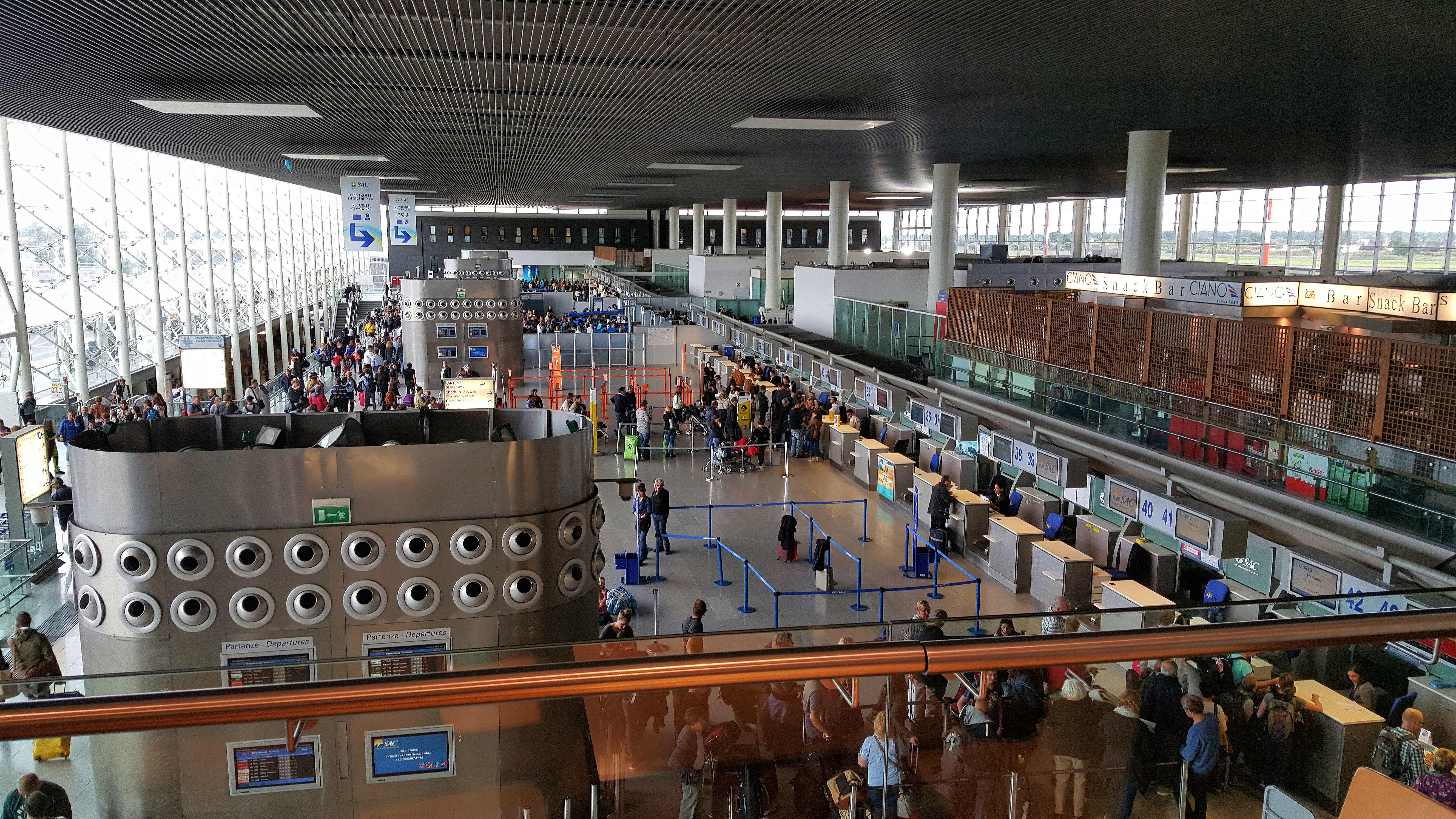
Inneres
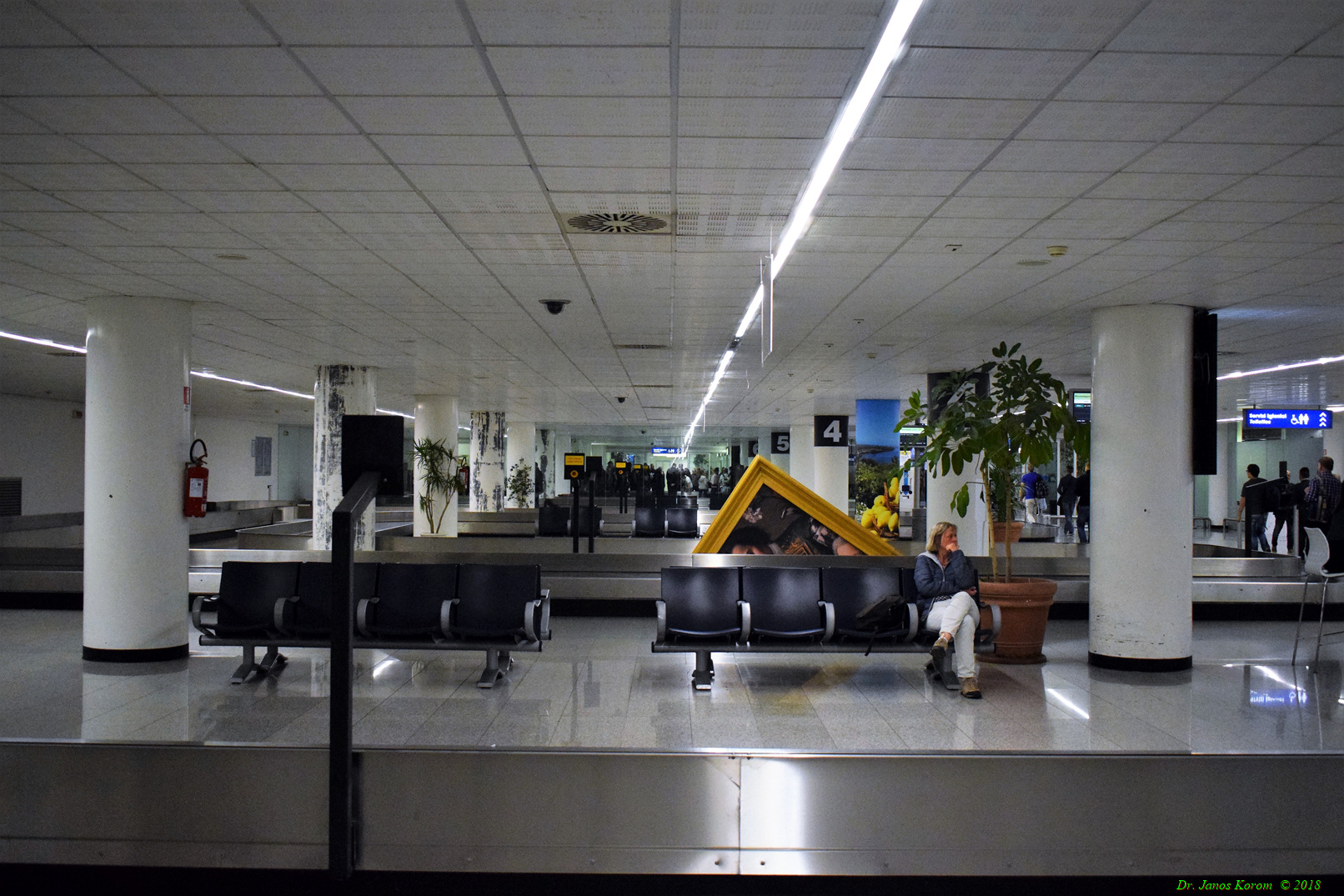
Inneres
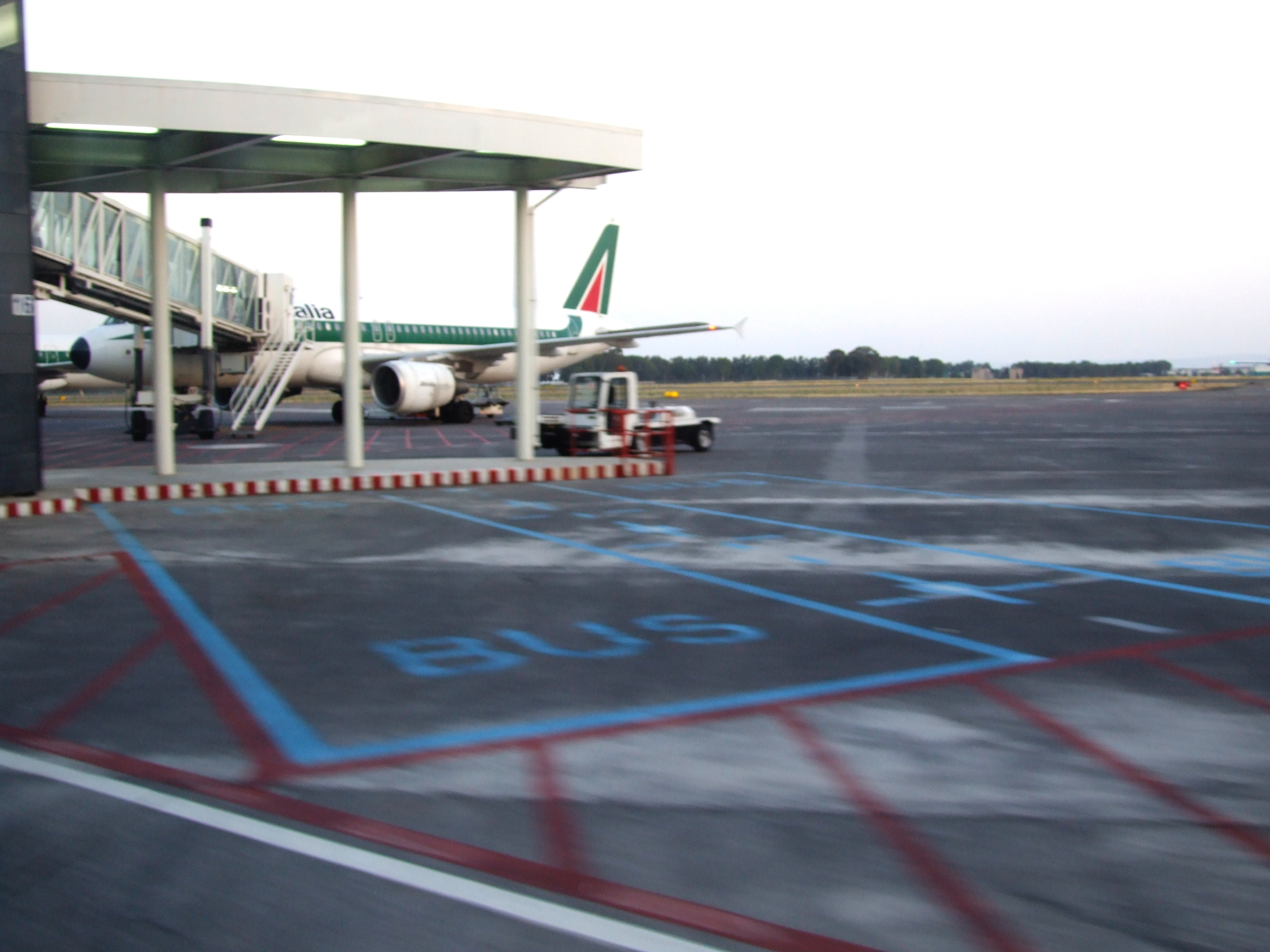
Jetbridge
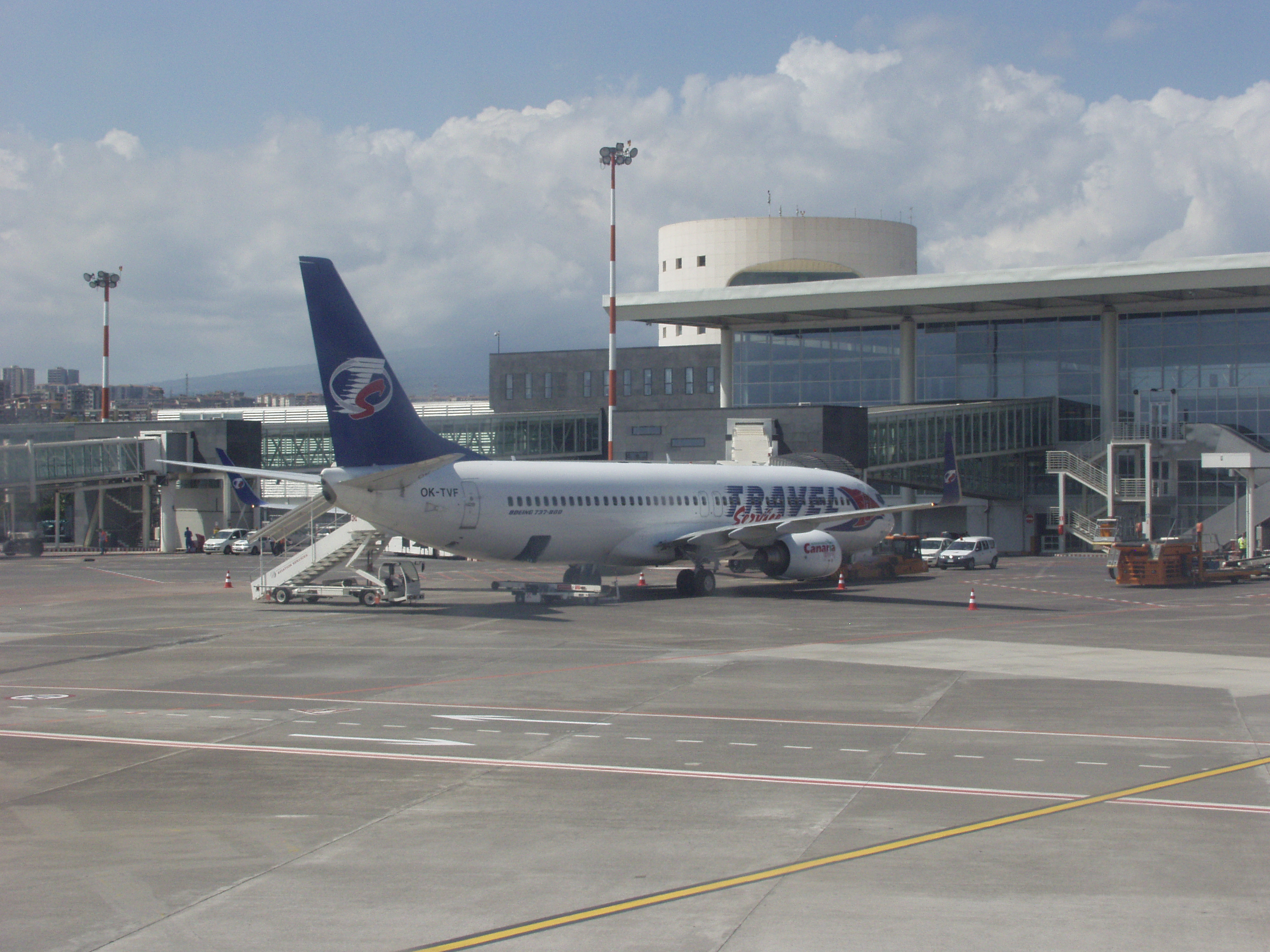
Vorfeld
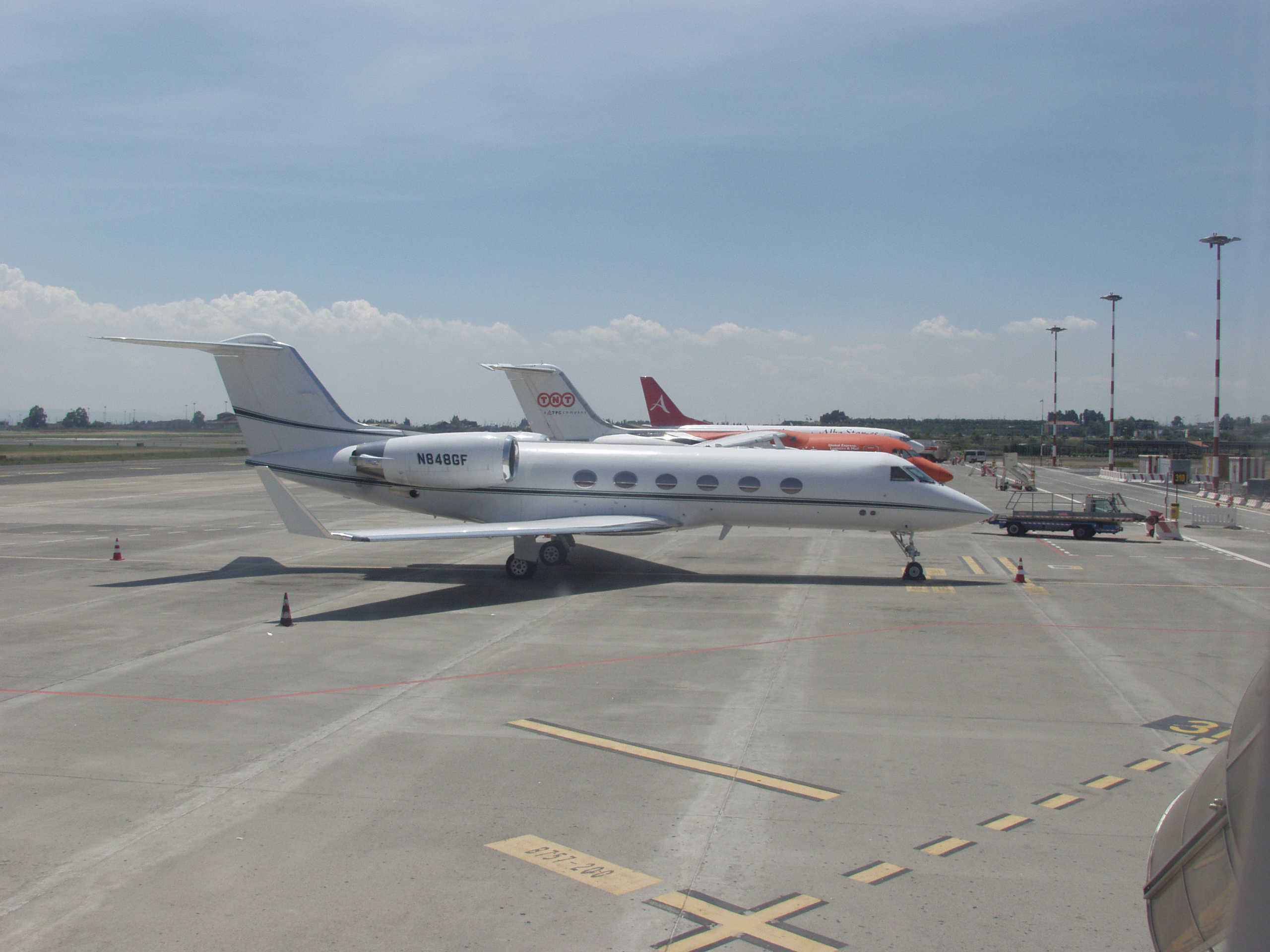
Vorfeld

## Geschichte
Der Flughafen wurde im Mai 1924 für den Zivilverkehr eröffnet. Im Zweiten Weltkrieg diente er als Militärflugplatz, insbesondere für Einheiten der deutschen Luftwaffe, die ihn wegen seiner Lage für Transportflüge nach Nordafrika und für Kampfeinsätze im zentralen Mittelmeerraum nutzte. Nach der alliierten Landung auf Sizilien wurde der Flugplatz im Sommer 1943 von Einheiten der US-Luftstreitkräfte übernommen und nach Kriegsende wieder an die italienische Luftfahrtverwaltung zurückgegeben.
Im Jahre 1947 führte der erste Flug der neu gegründeten Alitalia von Turin über Rom zum Flughafen Fontanarossa. Man begann mit dem Bau einer neuen Abfertigungshalle, die 1950 eingeweiht wurde. In den 1970er Jahren beschloss man einen Neubau des Terminals und verschiedene andere Baumaßnahmen, darunter einen neuen Kontrollturm, eine Verlängerung der Start- und Landebahn und ein Frachtterminal. Auch das am 5. August 1981 eingeweihte Passagierterminal war dem steigenden Verkehrsaufkommen bald nicht mehr gewachsen. Ein neues, deutlich größeres Terminal mit einer Kapazität von bis zu zehn Millionen Passagieren jährlich ist seit dem 8. Mai 2007 in Betrieb. Zu diesem Anlass wurde der Name des Flughafens umgeändert in Aeroporto di Catania-Fontanarossa «Vincenzo Bellini». Davor trug er den Namen des Geophysikers und Meteorologen Filippo Eredia. Nach der abgeschlossenen Erweiterung des Vorfeldes und der Rollwege ist der Bau von zwei weiteren Terminals, einer zweiten Start- und Landebahn, eines Bahnanschlusses, von zusätzlichen Parkhäusern und Einkaufszentren geplant.

## Zivile Nutzung
Nördlich der rund 2400 Meter langen Start- und Landebahn befindet sich der zivile Teil des Flughafens. Das an der Via Angelo d’Arrigo gelegene neue Passagierterminal verfügt über sechs Fluggastbrücken. Östlich grenzen alte Terminalanlagen an, die einem Ausbau weichen oder zum Teil integriert werden sollen. Im Nordwesten ist ein Bereich für die Allgemeine Luftfahrt und für fliegende Einheiten von Sicherheitsbehörden reserviert.

### Fluggesellschaften und Ziele
Aus dem deutschsprachigen Raum wird Catania u. a. von Eurowings und Lufthansa angeflogen, früher auch von Air Berlin. Weitere Fluggesellschaften, darunter Austrian Airlines und Swiss, bieten saisonal Flüge nach Catania an. Bedeutende Billigfluggesellschaften vor Ort sind Ryanair, easyJet, Volotea und Vueling Airlines. In den Sommermonaten werden zahlreiche Charterflüge nach Catania angeboten. ITA Airways verbindet Catania mit ihrem Hub Rom-Fiumicino, mit Mailand-Linate und mit anderen Städten, manchmal nur saisonal und mit ihren Partnern.
Catania-Fontanarossa war von 1994 bis 2001 Heimatflughafen der Fluggesellschaft Air Sicilia und von 2003 bis 2013 der Gesellschaft Wind Jet.

### Verkehrszahlen
| Jahr | Fluggastaufkommen | Luftfracht (Tonnen) (mit Luftpost) | Flugbewegungen |
| ---- | ----------------- | ---------------------------------- | -------------- |
| 2021 | 6.123.791         | 7.603                              | 50.419         |
| 2020 | 3.654.457         | 4.919                              | 33.951         |
| 2019 | 10.223.113        | 5.749                              | 75.070         |
| 2018 | 9.933.318         | 6.419                              | 73.494         |
| 2017 | 9.120.913         | 6.691                              | 68.170         |
| 2016 | 7.914.117         | 6.379                              | 61.080         |
| 2015 | 7.105.487         | 6.220                              | 54.988         |
| 2014 | 7.304.012         | 6.206                              | 59.926         |
| 2013 | 6.400.127         | 6.123                              | 54.406         |
| 2012 | 6.246.888         | 7.904                              | 54.717         |
| 2011 | 6.794.063         | 8.966                              | 60.490         |
| 2010 | 6.321.753         | 9.210                              | 57.661         |
| 2009 | 5.935.027         | 8.529                              | 56.361         |
| 2008 | 6.054.469         | 8.808                              | 58.191         |
| 2007 | 6.083.735         | 8.813                              | 60.953         |
| 2006 | 5.396.380         | 9.234                              | 53.846         |
| 2005 | 5.192.697         | 9.840                              | 54.036         |
| 2004 | 5.107.832         | 10.082                             | 53.856         |
| 2003 | 4.807.643         | 12.402                             | 54.436         |
| 2002 | 4.079.609         | 9.761                              | 48.467         |
| 2001 | 3.925.289         | 13.133                             | 47.749         |
| 2000 | 3.970.754         | 12.102                             | 47.910         |

## Militärische Nutzung
Der militärische Teil des Flughafens befindet sich südlich der Start- und Landebahn. Dort sind zwei Hubschrauberstaffeln der italienischen Marineflieger stationiert. Dieser nach dem Flugpionier Mario Calderara benannte Marinefliegerstützpunkt wurde in den 1960er Jahren gebaut; davor nutzte das Militär den Bereich im Nordwesten des Flughafengeländes, der heute der Küstenwache, den Carabinieri und anderen Sicherheits- und Zivilschutzorganisationen vorbehalten ist.

## Weitere Flughäfen im Osten Siziliens
Rund 15 Kilometer südwestlich des Flughafens Fontanarossa befindet sich der Militärflugplatz Sigonella. Wegen Arbeiten an der Start- und Landebahn in Catania-Fontanarossa übernahm Sigonella am 5. November 2012 für vier Wochen den kommerziellen Flugverkehr in Catania. Weiter südlich, nahe der Stadt Ragusa, liegt der Flughafen Comiso, der 2013 für den kommerziellen Flugverkehr wiedereröffnet wurde.
Es wurde wiederholt in Betracht gezogen, in der Ebene von Catania auf dem ehemaligen Militärflugplatz Gerbini (Lage) oder im benachbarten Sigonella einen neuen Großflughafen für Catania zu bauen, weil in Fontanarossa keine größeren Ausbaumöglichkeiten mehr vorhanden sind. Der Flughafen läge etwa 25 Kilometer westlich von Catania an der Autobahn A 19 nach Palermo und der daneben verlaufenden Bahnstrecke.